# Центр исторического наследия Познани

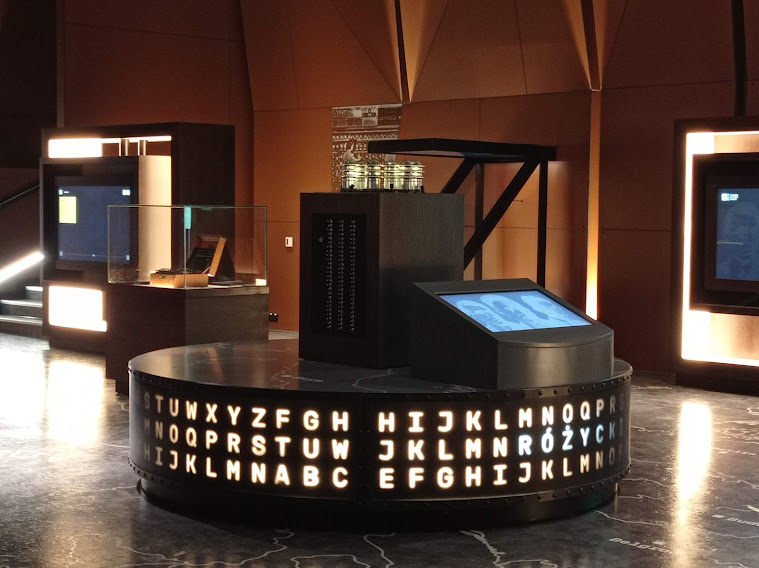
Центр шифров Энигма

Центр исторического наследия Познани, до 2020 года Центр культурного туризма TRAKT (польск. Poznańskie Centrum Dziedzictwa, PCD) - государственное учреждение культуры города Познань, вписаное в Городской реестр учреждений культуры под номером XIV. Основная цель центра - популяризация, интерпретация и охрана исторического и культурного наследия Познани, прежде всего Тумского острова, как самого древнего района, а так же исторического комплекса в центре города со Старой рыночной площадью.

## История
Учреждение было создано 1 октября 2009 года постановлением Городского совета города Познань, в результате преобразования предыдущей программы, под названием "Королевско-императорский маршрут", действующей при Департаменте развития города Познань.
Центр, как независимое культурное учреждение, отвечал за разработку Королевско-императорского маршрута, главного туристического маршрута города. Реализация этого проекта была связана с внедрением мэрией города Познань программы "Национальная стратегия развития культуры", в рамках которой внедрялась программа "Защита памятников и культурного наследия на 2004-2013 годы". Основной целью программы было укрепление национальной идентичности и сохранение материального и нематериального наследия путём создания национальных туристических продуктов. Познань была признана городом с большим потенциалом для развития туристических брендов, одним из которых стал Королевско-императорский маршрут. Таким образом в 2006 году Познанская мэрия (вторая в Польше после Варшавы) начала работу по созданию основного городского туристического продукта.
В 2009-2014 годах, помимо управления Королевско-императорским маршрутом, Центр совместно с городским самоуправлением реализовал проект "Интерактивный центр истории Тумского острова в Познани - колыбели государственности и христианства в Польше", в рамках которого была разработана концепция строительства центра интерпретации наследия. Результатом проекта стало создание и открытие Ворот Познани 1 мая 2014 года.
Директора Центра культурного туризма ТRАКТ:
- Лех Ланговский (2009-2013)
- Роберт Мижинский (2013-2019)

- Моника Херкт-Рынажевская (2019 - настоящее время)[7]

## Девиз
"Мы - городская организация, активно работающая в сфере туризма и культуры. Вдохновлённая историческим наследием города Познань, наша команда работает для развития города и его жителей". 

## Деятельность

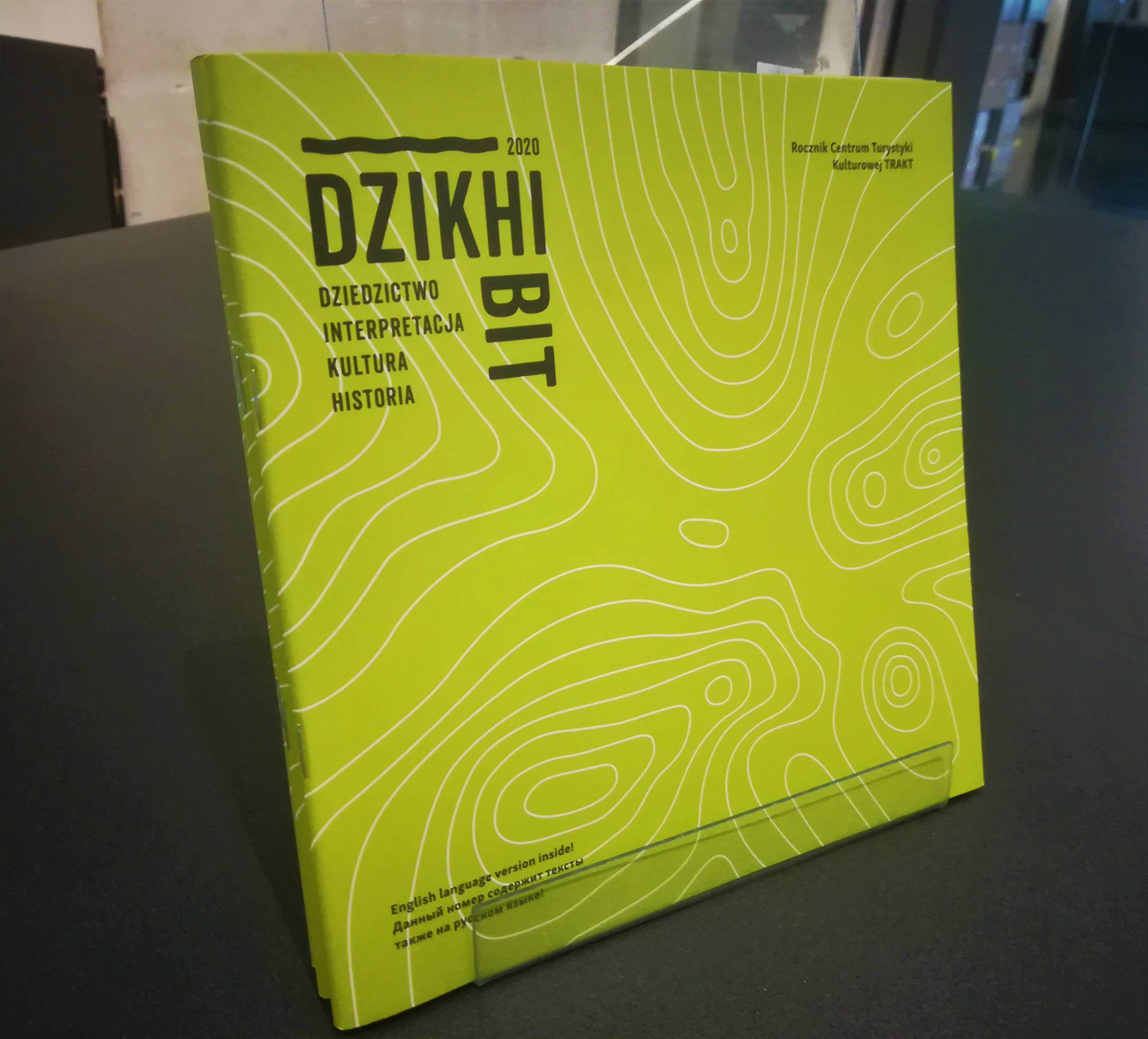
Журнал DZIKHI BIT

Центр проводит культурную деятельность туристического, образовательного, выставочного, издательского и социально-развлекательного характера. Деятельность Центра сосредоточена на интерпретации и защите культурного (материального и нематериального) и природного наследия Познани. Центр так же ведёт издательскую деятельность, публикуя монографии (например, "Интерпретация нашего наследия" Фримена Тилдена) и бесплатный ежегодный журнал под названием DZIKHI BIT.

### Туристические бренды
Деятельность Центра осуществляется через основные туристические бренды, включая Королевско-императорский маршрут, Ворота Познани, Fest Fyrtel, Galeria Śluza и Центр шифров Энигма (с 2021 года).

#### Королевско-императорский маршрут

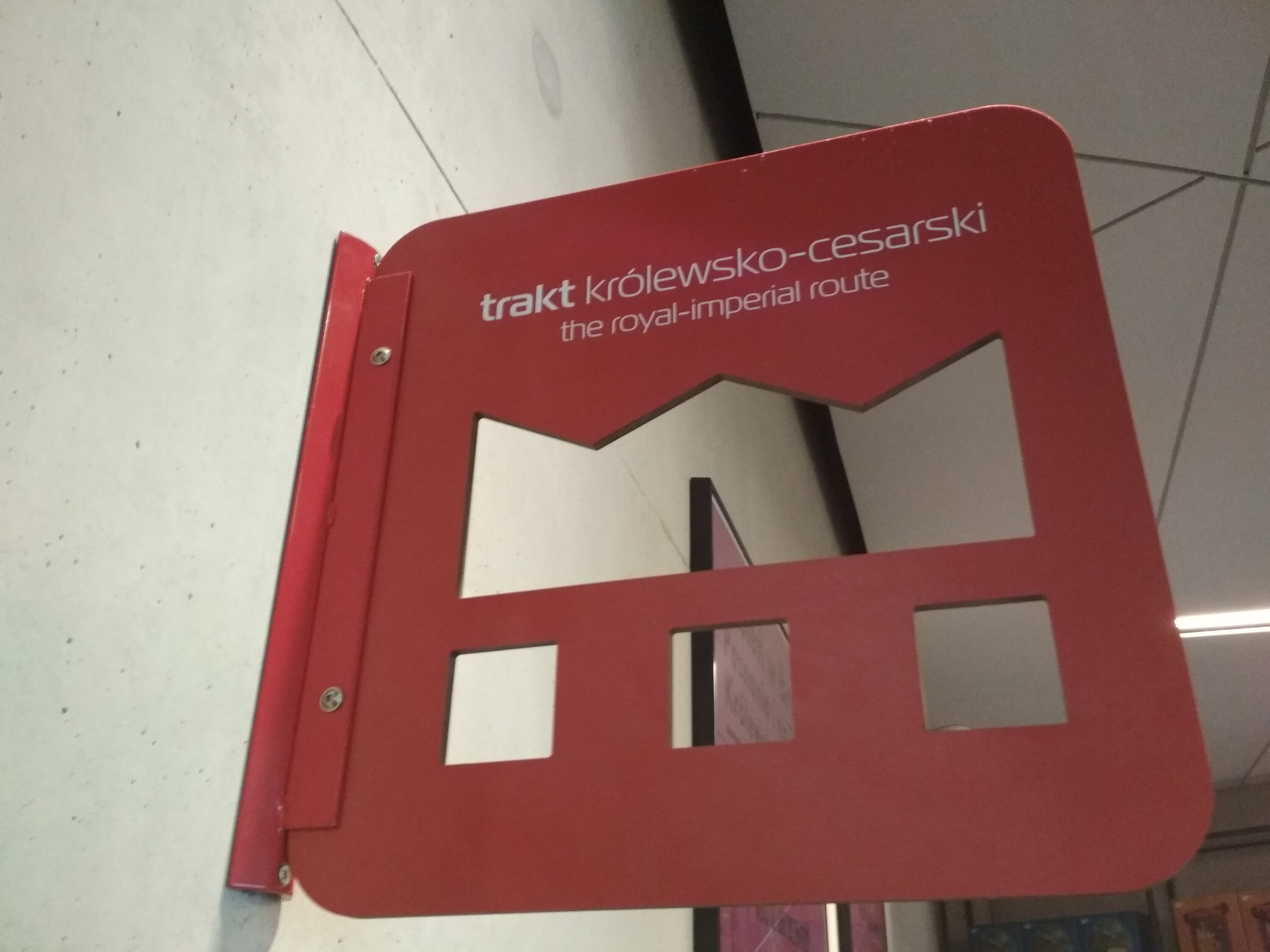
Логотип Королевско-императорского маршрута

Королевско-императорский маршрут - это главный туристический маршрут города Познань. Он включает в себя самые популярные туристические достопримечательности. В состав маршрута входят 3 центральные части города: Тумский остров (Ostrów Tumski), Старый город (Stare Miasto) и Центр (Śródmieście). Также в данный маршрут входят 4 небольшие дополнительные трассы: Сьрудка, Хвалишево, Холм святого Адальберта Пражского и Пяски и Гробла, а также маршруты тематические, такие например, как трасса по следам еврейского исторического наследия, познанянок, реформации, трасса воды и зелени и познанская трасса науки.

#### Ворота Познани

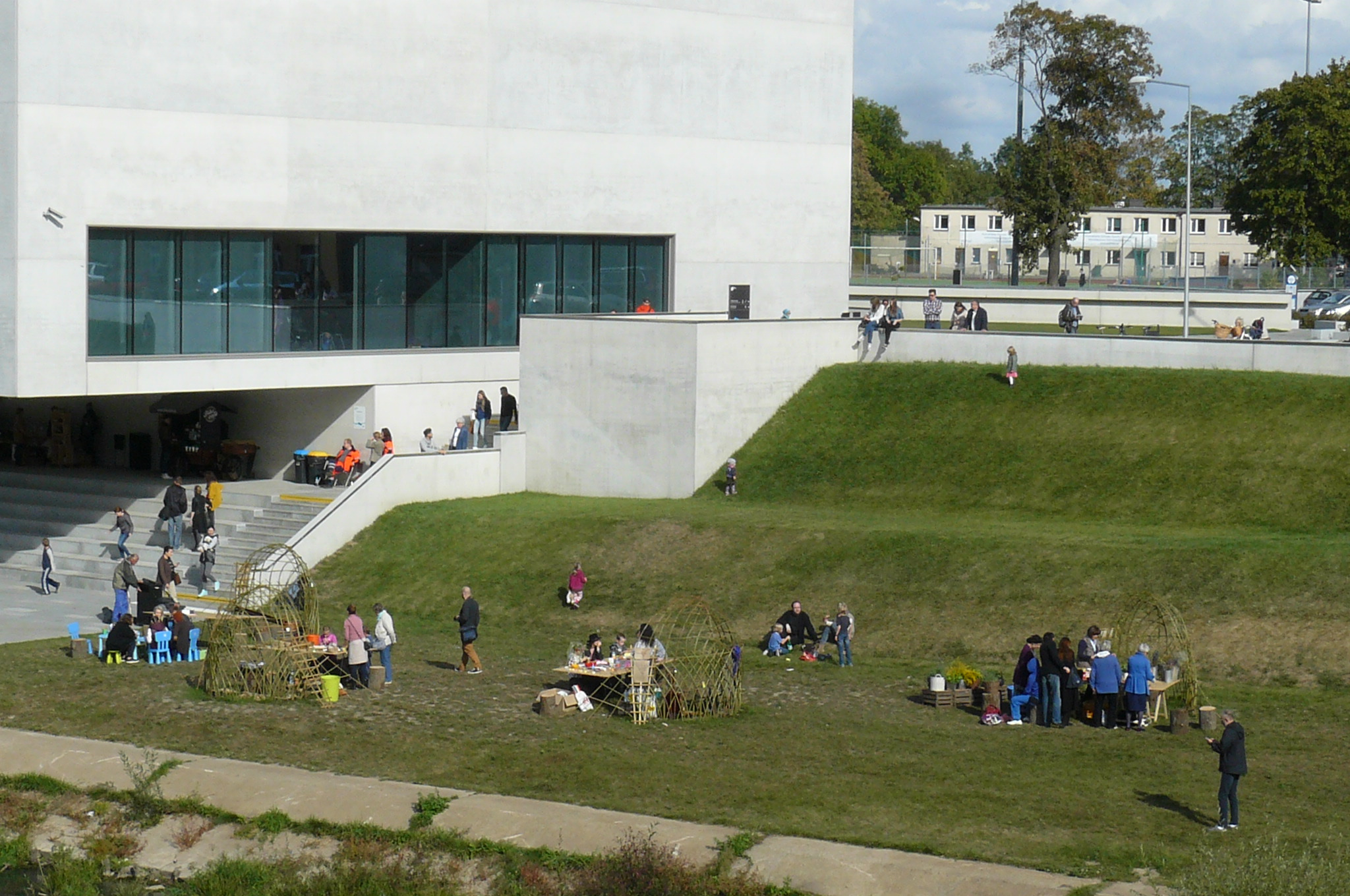
Ворота Познани

Ворота Познани - это центр интерпретации исторического наследия Тумского острова, который находится в современном минималистком здании, расположенном над рекой Цыбиной. В комплекс Ворот Познани так же входит Кафедральный шлюз, в котором проводятся временные выставки. Кафедральный шлюз был одним из нескольких гидротехнических сооружений на территории Познанской крепости. Главная экспозиция Ворот Познани является мультимедийной выставкой, которая представляет историю Тумского острова в интерактивной форме. Помимо выставочной деятельности Ворота Познани реализуют образовательные и культурные проекты, такие как:
- Живая река (Rzeka żywa)

- Школа исторического наследия (Szkoła dziedzictwa)

#### Galeria Śluza

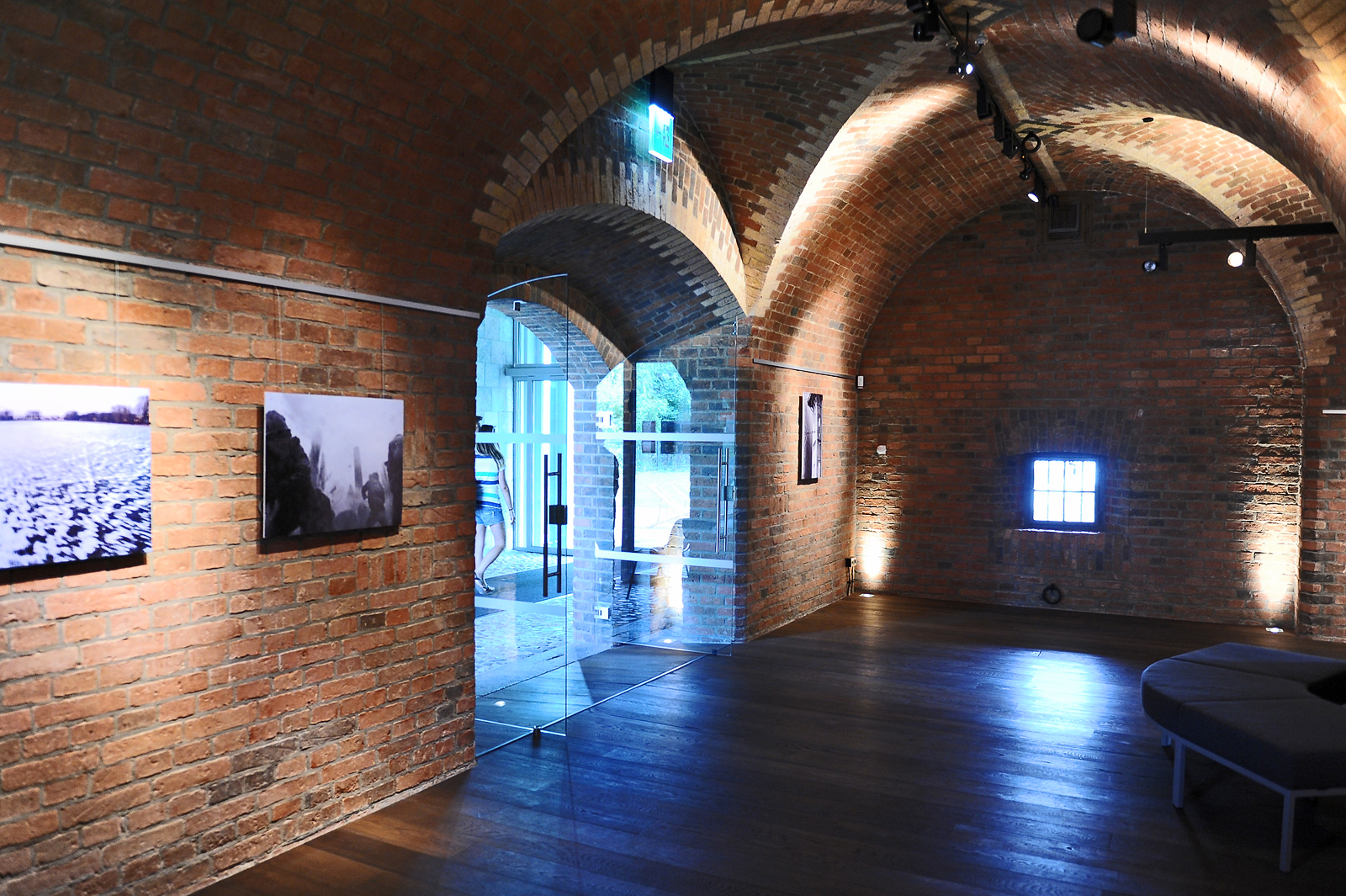
Galeria Śluza

Galeria Śluza - это пространство, предназначенное для организации временных выставок. Галерея расположена в историческом здании кирпичного Кафедрального шлюза на Тумском Острове, который является частью комплекса Ворот Познани. 

#### Центр шифров Энигма
Центр шифров Энигма - интерактивный исторический центр в Познани, посвящённый истории взлома немецкой шифровальной машины Энигма и троим польским математикам-криптографом, участвовавшим во взломе Энигмы: Мариану Реевскому, Генрику Зыгальскому и Ежи Ружицкому, а также влиянию этого события на ход Второй мировой войны.

#### Сотрудничество с Wikimedia
С 25 июня 2020 года Центр культурного туризма TRAKT принимает участие в Вики-проекте GLAM-инициатива (Galleries, Libraries, Archives and Museums).